# Oravița
Oravița (węg. Oravicabánya) – miasto w Rumunii, w okręgu Caraș-Severin. W 1854 roku wybudowano tu pierwszą na obecnym terytorium kraju linię kolejową. Liczy około 13 000 mieszkańców.
W miejscowości urodził się pułkownik piechoty Wojska Polskiego Franciszek Stutzmann.